# Alisa Georgievna Koonen
Alisa Georgievna Koonen, nota anche come Alice Coonen (in russo Али́са Гео́ргиевна Коонен?; Mosca, 17 ottobre 1889 – Mosca, 20 agosto 1974), è stata un'attrice teatrale russa, moglie del regista teatrale Aleksandr Jakovlevič Tairov.

## Biografia
Alisa Koonen nasce a Mosca da una famiglia di origine belga. All'età di 16 anni entra al Teatro d'Arte di Mosca, dove diventa allieva di Konstantin Sergeevič Stanislavskij, fondatore del teatro nonché inventore del celebre metodo Stanislavskij. Nel 1906 fa la sua prima apparizione nella commedia di Aleksandr Sergeevič Griboedov dal titolo Горе от ума (Gore ot uma), tradotta in italiano come "Che disgrazia l'intelligenza" o "L'ingegno che guaio!". A 19 anni ottiene il suo primo ruolo importante, la parte di Mytyl alla prima dell'opera L'uccellino azzurro, messa in scena il 30 settembre 1908 al Teatro d'Arte di Mosca.
In seguito interpretò le parti di Masha in Il cadavere vivente di Lev Tolstoj e di Anitra in Peer Gynt di Edvard Grieg.
Nel 1913 entra a far parte Free Theatre di Konstantin Aleksandrovič Marjanishvili, impresa che nonostante il buon inizio e le collaborazioni importanti chiuse dopo un solo anno di attività a causa di problemi finanziari. Proprio durante l'esperienza del Free Theatre Koonen conosce il suo futuro marito, il regista e attore teatrale Aleksandr Jakovlevič Tairov.
Nel 1914 Tairov fonda il Teatro da camera di Mosca, di cui la Koonen diventerà l'attrice principale. Sebbene ha modo di recitare in una vasta gamma di opere, Alisa Koonen raggiunge la notorietà per le sue interpretazioni in ruoli drammatici.
Lo scrittore Marc Slonim la definì: "Attrice di inusuale talento nelle parti drammatiche, dotata di ricca voce e ritmo potente."
Nel 1918, dopo la Rivoluzione d'ottobre, Tairov presenta il suo adattamento della Salomè di Oscar Wilde. Sempre secondo Slonim, la Koonen porta in scena: "Una passionale, aggressiva Salomé."
Altre interpretazioni di rilievo furono il commissario donna nell'Optimistic Tragedy di Vsevolod Vishnevsky, Adrienne Lecouvreur nell'omonima opera di Scribe e Legouvé, Abbie in Desire Under the Elms e Ella in The Hairy Ape, entrambe opere di Eugene O'Neill, Ellen in Machinal di Sophie Treadwell, Katerina ne L'uragano di Aleksandr Nikolaevič Ostrovskij, Emma Bovary in un adattamento dell'opera di Gustave Flaubert ed infine Kruchinina in Guilty Without Fault (Bez viny vinovatye) di Ostrovsky.
Ha portato in scena anche prose tra cui lavori di Aleksandr Aleksandrovič Blok e Ivan Sergeevič Turgenev
Nel 1949 la Koonen lasciò definitivamente il teatro assieme al marito, che morì l'anno successivo.
Alisa Koonen muore nel 1974, è sepolta nel Cimitero di Novodevičij.